# Clase Almirante
La clase Almirante fue una serie de dos destructores construidos para la Armada de Chile por Vickers-Armstrongs en Barrow-in-Furness, Reino Unido, en 1960. Sirvieron hasta finales de 1990. Estaban equipados con cuatro cañones Vickers de 4 pulgadas (101 mm)  prototipo, un arma de doble propósito naval. Los barcos fueron modernizados en Gran Bretaña en 1975, y se dieron de baja a finales de 1990.

## Programa
Chile decidió modernizar su flota de destructores en la década de 1950 y se volvió a los astilleros británicos para cumplir la orden. Se recibieron ofertas de Vickers y John I. Thornycroft & Company con el diseño de Vickers elegido. La orden fue anunciada en enero de 1954 y finalizada en 1955. Los sensores son una mezcla de radares ingleses y de los Países Bajos .
Chile había considerado comprar un segundo par de destructores a mediados de la década de 1960, pero compró dos fragatas clase Condell, un derivado de la fragata clase Leander en su lugar.

## Naves
| Denominación | Nombre             | Epónimo de              | Completado              | Dado de baja                |
| ------------ | ------------------ | ----------------------- | ----------------------- | --------------------------- |
| DDG-18       | Almirante Riveros  | Galvarino Riveros       | 31 de diciembre de 1960 | Hundida como blanco en 1998 |
| DDG-19       | Almirante Williams | Juan Williams Rebolledo | 26 de marzo de 1960     | Hundida como blanco en 1998 |

Vickers ofreció dos buques similares a la Armada Nacional de Colombia, pero los colombianos compraron dos destructores de la clase Halland de Suecia en su lugar.

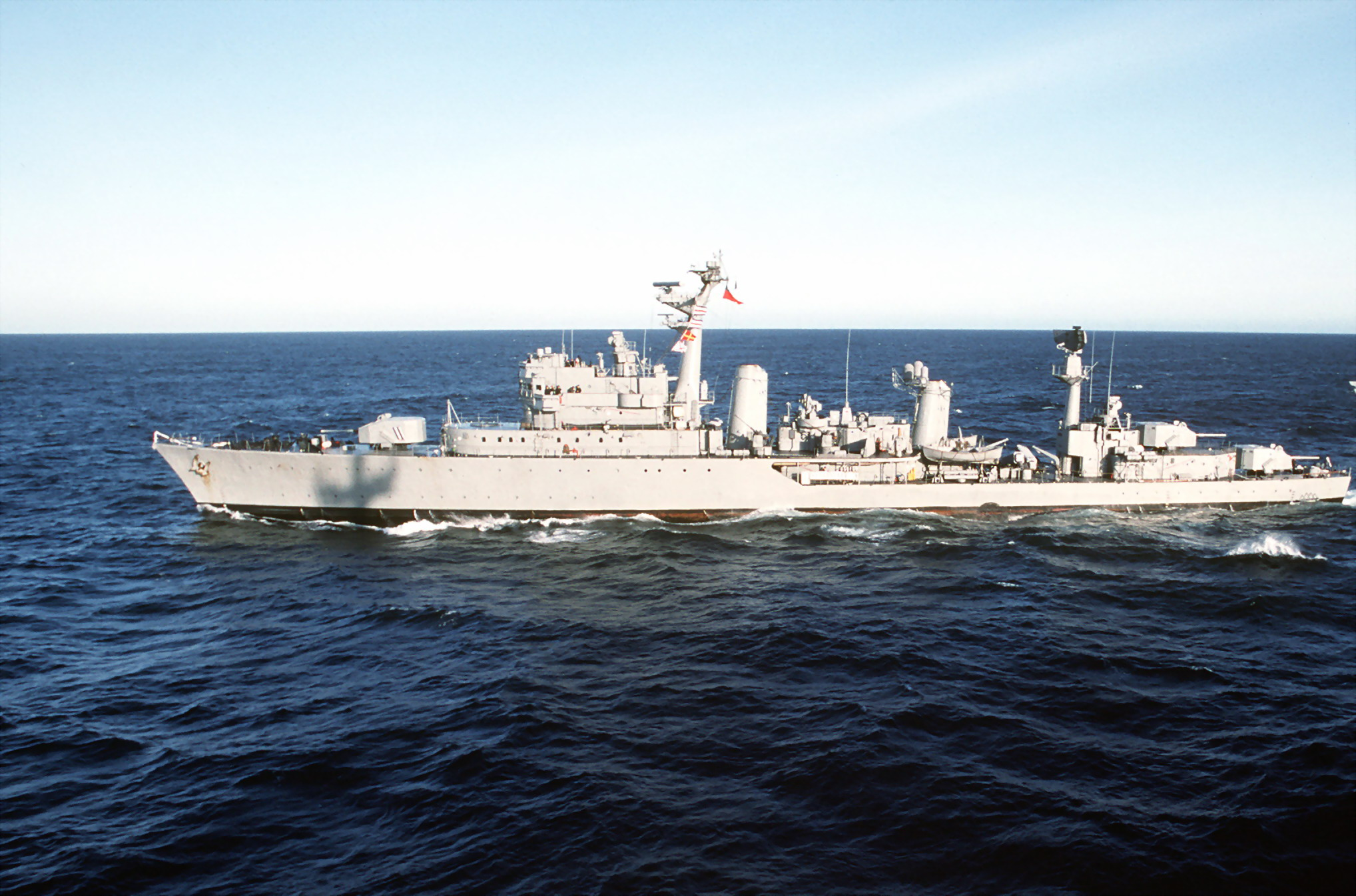
El destructor Almirante Riveros navega costa afuera de Chile en el ejercicio multinacional UNITAS XXXII.

## Vida operacional
Su principal característica eran los cañones automáticos de 4 pulgadas, que originalmente estaban destinados al acorazado Latorre.
En 1964 se les instaló en Talcahuano los misiles antiaéreos Seacat de origen británíco, convirtiéndose así en las primeras unidades en Latinoamérica con contar con este tipo de misiles.
El Almirante Williams fue modernizado entre 1971 y 1974 donde se le instaló misiles antibuque MM38 Exocet, luego entre 1973 y 1975 el Almirante Riveros recibió las mismas modificaciones.
Entre 1988 y 1990, se les retiró a ambos la cuarta torre de cañón, a fin de facilitar las labores de recepción y envío de materiales vía helicópteros, junto con obtener piezas de repuesto para mantener operativos los cañones restantes.